# Sukhoi Su-5
Il Sukhoi Su-5 fu un aereo da caccia monoposto sovietico, in duralluminio e monomotore ad elica, progettato dall'ufficio tecnico di Pavel Osipovič Suchoj negli anni quaranta.

## Storia del progetto
Verso la fine della seconda guerra mondiale il problema principale che si presentava agli ingegneri sovietici era quello dell'incremento della velocità di punta dei loro apparecchi. La limitazione era connessa all'uso dell'elica come sistema propulsivo ed all'aumento notevole della resistenza aerodinamica all'avvicinarsi alla velocità del suono (tanto dal coniare il termine muro del suono).
Alcune soluzioni più ardite prevedevano di accoppiare al motore a pistoni due o più motori a getto (rudimentali turbogetti oppure razzi), in quei tempi ancora allo stadio larvale in Unione Sovietica e comunque non operativi per più di qualche decina di minuti.
Uno di questi progetti prevedeva un propulsore a pistoni M-30V e due motoreattori VRD, ognuno collocato sotto ciascuna semiala.
Era un aereo ad ala bassa, il motore a pistoni era installato sul muso, con un'elica da 3,4 m di diametro, ed a seguire erano alloggiati la cabina di pilotaggio ed il serbatoio dell'olio appena sotto di questo. L'ala doveva essere a doppio longherone tubolare con ipersostentatori (due per semiala) di intradosso. I serbatoi alari erano sistemati tra i due longheroni.
È da sottolineare il fatto che lo scarico del motore a pistoni alimentava parte di motori a getto per aumentarne la pressione. Il progetto venne sviluppato tra il gennaio ed il febbraio del 1943, ma non raggiunse mai lo stadio di prototipo.
Un'altra idea fu quella di installare due potenti propulsori, 12 cilindri a V, Klimov VK-107 da 1 500 hp (1 119 kW) a 5 500 m di quota. I motori dovevano essere montati in serie dietro l'elica che trascinavano per mezzo di due alberi ed un riduttore. Il vantaggio di questo arrangiamento era la medesima resistenza di un monomotore con la potenza di un bimotore. Il problema era che a causa dell'allungamento del motore la visibilità del pilota era limitata e perciò si dovette spostare l'abitacolo a sinistra. Anche questo progetto restò tale.
Intorno al 1944 i sovietici cominciarono a puntare sulla tecnologia dei motori a reazione per aumentare le velocità di punta. La teoria era stata sviluppata sin dalla fine degli anni venti dal professor Boris Sergeevič Stečkin. Nel 1944 lo TsIAM iniziò la costruzione di un motore a getto, progettato dal professor Konstantin Vasilevič Cholščenvnikov, capace di funzionare per una decina di minuti. Questo tipo di propulsore quindi serviva solamente per assistere il motore a pistoni principale.
Molti progetti di caccia del tempo prevedevano quindi l'installazione del VRDK, questo il nome del motoreattore, tra questi il Mikoyan-Gurevich I-250 (MiG-13) ed un nuovo progetto di Pavel Suchoj, completato nel marzo del 1944.
L'I-107, come veniva chiamato all'interno dell'ufficio tecnico questo progetto, prevedeva una fusoliera in duralluminio monoscocca a quattro travetti. Sul muso era montato il motore a pistoni VK-107, un cannone e due mitragliatrici. Dietro il motore era posizionato abitacolo e serbatoio principale. Il propulsore ausiliario era installato nella parte posteriore. Anche l'ala e gli impennaggi di coda erano in metallo. L'ala, monolongherone, aveva due alettoni (quello a sinistra aveva anche un'alettina di compenso) e due ipersostentatori di intradosso per l'atterraggio.
Anche gli impennaggi avevano un'alettina di compenso ciascuno. Il carrello principale era dotato di gomme da 650 × 200 mm agganciate alle gambe di forza incernierate a metà apertura della semiala. Le gambe si ritraevano ruotando verso il ventre della fusoliera. Il ruotino di coda aveva dimensioni 300 × 120 mm e si ritraeva all'indietro posizionandosi in un vano in asbesto per isolarlo termicamente dal motoreattore.
Tra il febbraio ed il marzo del 1944 venne studiata anche un'altra versione dell'I-107, il cui sviluppo richiese un intero anno. Sul muso era installato il motore a pistoni VK-107A che trascinava l'elica ed un compressore posto nel condotto che passava al di sotto del motore stesso, della cabina e del serbatoio, veniva raffreddata da un radiatore ed immessa nella camera di combustione in acciaio a sette iniettori del VRDK. Lo scarico era a geometria variabile.
Completato il prototipo iniziarono i voli di collaudo e sviluppo tra aprile e giugno del 1945. Il Ministero dell'industria aeronautica battezzò il nuovo apparecchio Sukhoi Su-5. L'aereo fu portato in volo per la prima volta il 6 aprile 1945 dal pilota collaudatore G. I. Komarov. Durante i collaudi il Su-5 venne continuamente perfezionato, si lavorò su un nuovo profilo alare a flusso laminare, che venne provata in galleria del vento allo TsAGI su un secondo prototipo. Il 15 giugno terminarono i collaudi a causa di un guasto in volo del motore. A causa delle ristrettezze economiche imposte dalla guerra non si poté rimpiazzare immediatamente il propulsore e si montò intanto la nuova ala, che aveva dato prova di buone prestazioni. Un nuovo propulsore poté essere messo a disposizione solo all'inizio di luglio e i voli di prova ricominciarono ad agosto sino a terminare il 18 ottobre dello stesso anno.
In accordo con le previsioni il motore VRDK incrementava la velocità di punta di 90 km/h. La velocità di punta richiesta dall'aeronautica sovietica era di 810 km/h a 7 800 m di quota con una quota di tangenza di 12 050 m. Komarov raggiunse i 793 km/h a 4 350 m con il VRDK operativo.
I problemi non mancarono, il motore era alla fine della sua vita operativa ed i voli furono discontinui, inoltre la priorità dei finanziamenti e delle forniture andò all'ufficio tecnico che lavorava sugli I-250 progettati da Mikojan. Quando il motore si ruppe per la seconda volta in volo i collaudi dovettero interrompersi.
Nel novembre del 1946 una risoluzione governativa del governo fece terminare i progetti di ricerca aeronautici considerati non più prioritari, ed il Su-5 era fra questi. Era chiaro che la propulsione mista non aveva futuro.